# Xanthoparmelia metastrigosa
Xanthoparmelia metastrigosa är en lavart som först beskrevs av Elix, och fick sitt nu gällande namn av Hale. Xanthoparmelia metastrigosa ingår i släktet Xanthoparmelia och familjen Parmeliaceae.   Inga underarter finns listade i Catalogue of Life.